# Erythroxylum coca var. ipadu
La coca amazónica (Erythroxylum coca var. ipadu), es una variedad de la especie Erythroxylum coca que crece en la Amazonía de Brasil, Colombia y Perú. Es un arbusto sudamericano perteneciente a la familia de las eritroxiláceas.

## Taxonomía
Erythroxylum coca var. ipadu fue identificada por el biólogo y botánico estadounidense Timothy Charles Plowman y descrita en Botanical Museum Leaflets 27(1–2): 49 en 1979, y luego publicada en 1980.

## Importancia económica y cultural
En la Amazonía de Brasil, Colombia y Perú, se elabora un polvo llamado mambe e ypadú que se obtiene de tostar, moler y cernir las hojas de coca amazónica mezclándolas generalmente con cenizas de los árboles del género Cecropia (Cecropia peltata o Cecropia sciadophylla, entre otras especies) como aditivo alcalino. Se introduce en la boca y se va deglutiendo. Su uso cumple funciones sociales, culturales y rituales.

### Farmacología
La coca amazónica (Erythroxylum coca var. ipadu) se distingue de las otras variedades de coca al poseer la menor cantidad del alcaloide cocaína (0.25 %) en comparación a la coca huánuco o boliviana (Erythroxylum coca var. coca) con 0.63%, la coca trujillense (Erythroxylum novogranatense var. truxillense) con 0.72% y la coca colombiana (Erythroxylyum novogranatense var. novogranatense) con 0.77%.
Estudios de 2002 y 2003 han detectado otros metabolitos secundarios encontrado en las hojas de esta planta. Dentro de los flavonoides encontrados en el extracto metanólico de las hojas se encuentran los siguientes: eriodictiol, kaempferol, quercetina, rutina y taxifolina.

## Nombres comunes
- Carica-pato en cubeo[7]